# Петер Надаш
Петер Надаш (угор. Nádas Péter; *14 жовтня 1942, Будапешт) — угорський прозаїк, драматург, есеїст, журналіст.

## Біографія
Народився в сім'ї Ласло Надаша і Клари Таубер. Вивчав хімію в технікумі. Працював фотографом і фотожурналістом. Закінчив дворічну школу журналістики Угорського державного союзу журналістів. У 1965-1967 відвідував філософське відділення Вечірнього університету марксизму-ленінізму, але державний іспит не складав.
1961-1963 працював в жіночому журналі «Nők Lapja», в 1965-1969 — в газеті «Pest Megyei Hírlap», потім — вільний журналіст. У 1974 отримав стипендію Університету Гумбольдта. У 1980-1981 був лектором драматичного театру в Дьйорі.
У 1984 перебрався з Будапешта в невелике село Гомбошсег на заході Угорщини. У 1990 одружився з Магдою Шаламон, з якою жив у цивільному шлюбі з 1962. 1993 пережив інфаркт і численні операції.

## Творчість
Твори об'єднані темою пошуків власного «я», втрати та здобутки пам'яті, клінічної смерті (що ґрунтується на особистому досвіді письменника). В даний час в Угорщині випущено 12-томне зібрання творів Надаша.
У ранніх творах (збірники повістей і новел «Біблія», 1967 і «Пошуки ключів», 1969) Надаш переважно зображує 1950-і роки через сприйняття дитини і прагне «вловити ірраціональну природу відносин особистості і історії, беззахисної людини і влади в тоталітарному суспільстві» .
2005 Надаш опублікував новий тритомний роман про Угорщину XX століття «Паралельні історії», над яким працював 18 років (складається з трьох томів: «Тиха провінція», «В глибинах ночі», «Подих свободи»).
Письменник нагороджений національним орденом «За заслуги» (2007). Він відзначений національними і міжнародними преміями, серед яких — Премія Мілана Фюшта (1978), Європейська літературна премія (1991), Премія імені Кошута (1992), Лейпцизька книжкова премія за внесок у європейське взаєморозуміння (1995), Премія Віленіци (1998), Премія Франца Кафки (2003), премія Шандора Мараї (2006). Член Берлінської академії мистецтв (2006). У 2011, 2012 і 2013 був номінований на Нобелівську премію.

## Твори
- A biblia, 1967 («Біблія», повість)
- Egy családregény vége, 1977 («Кінець сімейного роману»)
- Takarítás, 1977 («Прибирання», драма)
- Találkozás, 1979 («Побачення», п'єса)
- Szerelem, 1979 («Любов», роман)
- Emlékiratok könyve, 1986 («Книга спогадів», роман, 1998)
- Saját halál, 2004 («Своя смерть», повість, екранізована Петером Форгач, 2007)
- Párhuzamos történetek, 2005 («Паралельні життєписи», роман у новелах, 2012])
- Szirénének, 2010 («Спів сирен», п'єса)